# Melanophidium punctatum
Melanophidium punctatum är en ormart som beskrevs av Beddome,1871. Melanophidium punctatum ingår i släktet Melanophidium och familjen sköldsvansormar. Inga underarter finns listade i Catalogue of Life.
Arten förekommer i södra Indien i delstaterna Kerala och Tamil Nadu. Honor lägger inga ägg utan föder levande ungar.